# Семёнычев, Николай Иванович
Николай Иванович Семёнычев — командир отделения разведывательной роты 511-го отдельного пулемётно-артиллерийского батальона (115-й укреплённый район, вначале 48-я армия, затем 33-я армия, 1-й Белорусский фронт), старший сержант.

## Биография
Николай Иванович Семёнычев родился в крестьянской семье в селе Трофимово Лысковского уезда Нижегородской губернии (в настоящее время Лысковский район Нижегородской области). Окончил 4 класса школы, работал в колхозе.
В марте 1942 года Лысковским райвоенкоматом был призван в ряды Красной армии. С 26 августа 1942 года на фронтах Великой Отечественной войны. Защищал Сталинград. 8 сентября 1942 года на Сталинградском фронте был тяжело ранен. Уже после Победы приказом по 115-му УР от 28 августа 1945 года за мужество и героизм в боях против немецко-фашистских захватчиков в Сталинградской битве Семёнычев был награждён медалью «За оборону Сталинграда».
В ночь на 26 ноября 1943 года рядовой Семёнычев, форсировав реку Сож в Гомельской области, первым ворвался в оборону противника. Разведав пути отступления противника, своевременно сообщил командованию, а сам продолжил ведение разведки на подступах к городу Гомель, не теряя связи с наступающими подразделениями, чем способствовал успешному овладению городом. Приказом по Белорусскому фронту от 16 декабря 1943 года он был награждён медалью «За отвагу».
При прорыве обороны противника западнее города Рогачёв (Белоруссия) 24—26 июня 1944 года сержант Семёнычев подобрался к проволочным заграждениям, проделал в них и проход, несмотря на полученное ранение, обеспечил выдвижение в атаку стрелковой роты. Приказом по 48-й армии от 27 июля 1944 года он был награждён орденом Славы 3-1 степени.
В ночь 21—22 ноября 1944 года сержант Семёнычев в составе группы захвата переправился через реку Висла в районе города Надвислянска (Солец-над-Вислой Мазовецкого воеводства) уничтожил расчёт станкового пулемёта вместе с пулемётом и захватил в плен одного солдата противника. Передав его разведчикам, автоматным огнём и гранатами обеспечивал отход группы. Приказом по 25-му стрелковому корпусу от 29 ноября 1944 года он был награждён орденом Отечественной войны 2-й степени.
Будучи старшим группы захвата, в ночь на 10 января 1945 года красноармеец Семёнычев переправился через реку Висла, преодолел проволочные заграждение, минное поле. Не обнаружив противника, по личной инициативе углубился в тыл противника, обнаружил 2 солдат. Броском гранаты уничтожил одного из них, второго захватил в плен и доставил в расположение части. Приказом по 33-й армии от 17 января 1945 года он был награждён орденом Славы 2-й степени.
Старший сержант Семёнычев с отделением в ночь на 21 апреля 1945 года под городом Губен в Германии переправился через реку Нейсе, скрытно подобрался к траншеям противника. Захватив «языка», отделение без потерь возвратилось в часть. Указом Президиума Верховного Совета СССР от 15 мая 1946 года он был награждён орденом Славы 1-й степени.
Старший сержант Семёнычев в декабре 1945 был демобилизован. Вернулся на родину, жил в родном селе. Работал резчиком металла на Лысковском электротехническом заводе. За успехи в труде был награждён орденом Трудовой Славы 3-й степени и юбилейной медалью к 100-летию со дня В. И. Ленина.
В 1985 году в ознаменование 40-летия Победы он был награждён орденом Отечественной войны 1-й степени.
Скончался Николай Иванович Семёнычев 4 января 1992 года.

## Память
- Похоронен в селе Трофимово
- В его честь названа улица в городе Лысково.